# South Nallur
South Nallur es una ciudad y municipio situada en el distrito de Tirupur en el estado de Tamil Nadu (India). Su población es de 70115 habitantes (2011).

## Demografía
Según el censo de 2011 la población de Muthur era de 70115 habitantes, de los cuales 35677 eran hombres y 34438 eran mujeres. South Nallur tiene una tasa media de alfabetización del 87,37%, superior a la media estatal del 80,09%: la alfabetización masculina es del 91,96%, y la alfabetización femenina del 61,59%.